# Aurélia Thierrée
Pour les articles homonymes, voir Thierrée.
 (février 2016).
Aurélia Thierrée, née le 24 septembre 1971 à Montpellier, est une actrice, danseuse et artiste de cirque française[réf. nécessaire].

## Biographie
Elle est la fille de Victoria Chaplin et Jean-Baptiste Thierrée et la sœur de James Thierrée. Elle est la petite-fille de Charlie Chaplin et Oona O'Neill.

## Filmographie
- 1989 : L'hydrolution d'Antoine Desrosières (court-métrage)
- 1993 : À la belle étoile d'Antoine Desrosières
- 1996 : La Belle Verte de Coline Serreau
- 1996 : The People vs. Larry Flynt de Miloš Forman
- 1998 : Education sentimentale de Christian Leigh
- 2001 : Far from China de Christian Leigh
- 2003 : Rien, voilà l'ordre de Jacques Baratier
- 2006 : Goya's Ghosts de Miloš Forman
- 2007 : 24 Bars de Jalil Lespert
- 2007 : The Favor d'Eva Aridjis
- 2011 : The Farewell de Daniel Kruglikov (court-métrage)
- 2015 : Valley of Love de Guillaume Nicloux
- 2018 : Il était une seconde fois de Guillaume Nicloux (série télévisée)
- 2023 : La Petite de Guillaume Nicloux